# 라이트 SRM

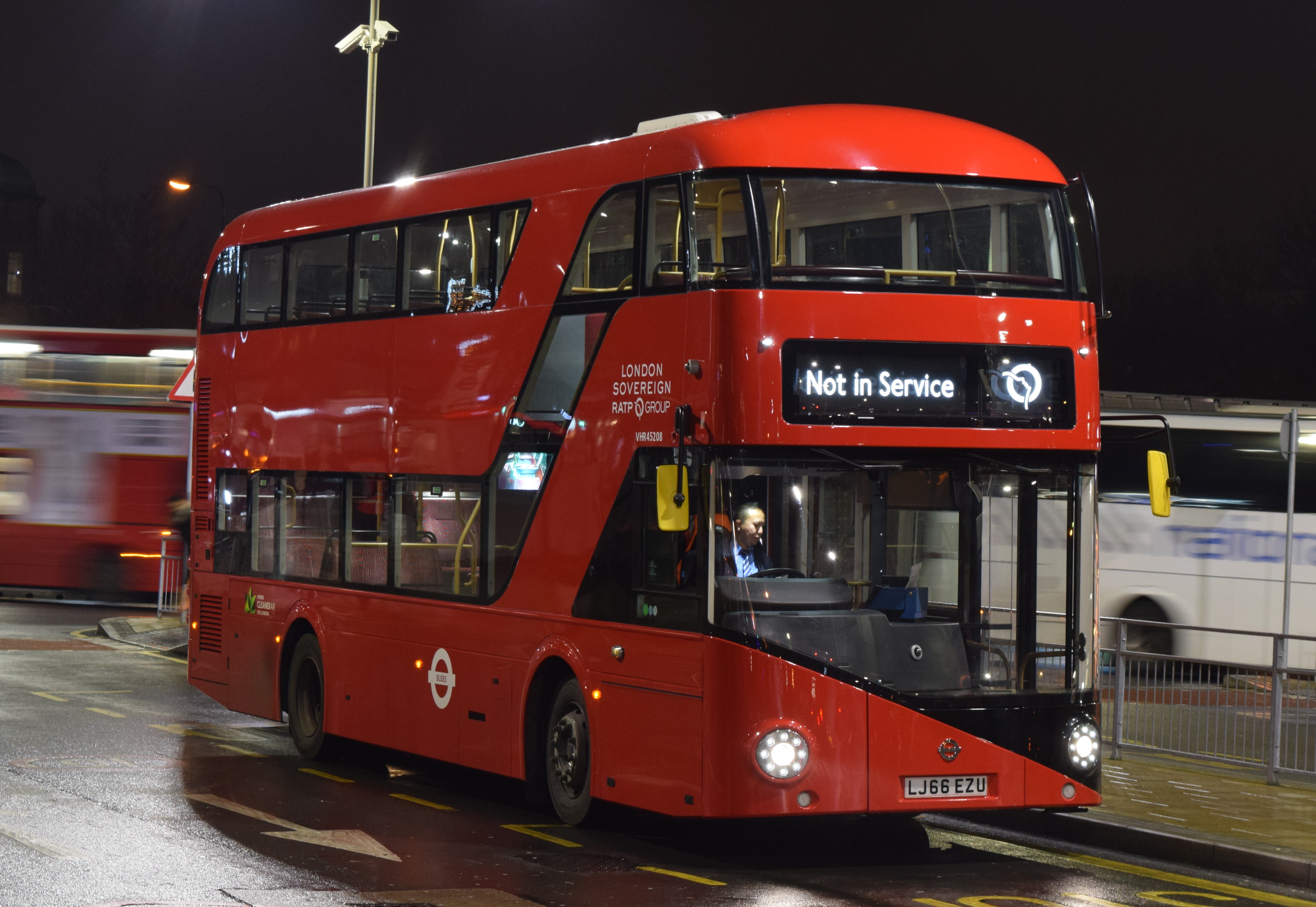

라이트 SRM(Son of Routemaster)은 라이트버스에서 제작하는 2층 버스 차체이다. 볼보 B5LH 섀시에 탑재되며, 뉴 루트마스터와 거의 같은 형상을 가지고 있지만 후면 계단이 없으며, 후면부 디자인에서 차이가 있다.
6대의 시험 차량이 2016년 9월에 런던 버스 13번에서 운행을 시작할 예정이다.

## 같이 보기
- 알렉산더 데니스 엔바이로400H 시티
- 뉴 루트마스터